# Stjepan Ivšić
Stjepan Ivšić (Raholca, 1884. augusztus 13. – Zágráb, 1962. január 14.), horvát szláv-filológus, nyelvész, egyetemi tanár, a Zágrábi Egyetem rektora. 

## Élete
Raholcán született iparos családból, apjához nem csak a faluból, hanem a környező településekről is jártak földművesek. Apját gyakran kísérte el vásárokba, ahol alkalma volt megkülönböztetni a saját beszédet az irodalmi nyelvtől és más nyelvjárásoktól. Eszéken és Pozsegában járt gimnáziumba, ahol 1904-ben érettségizett, majd Zágrábban horvát nyelvet és klasszika-filológiát, görög és latin nyelvet tanult. Tomislav Maretić nyelvészprofesszor, akinek néhány évvel korábban (1899) jelent meg „Gramatika i stilistika hrvatskoga ili srpskoga književnog jezika” című műve rögtön felismerte a tehetséget ifjú diákjában, és az akadémia Rad kiadójánál segített megjelentetni Ivšić első dialektológiai munkáját, melyet a szeptinóci nyelvjárásról írt „Šaptinovačko narječje” címmel (1907). Még ebben az évben átadott az akadémiának egy nagyobb szógyűjteményt azt általa Horvátországban és Szlavóniában gyűjtött szavakból.
Lengyelországban (Krakkó, 1907-1908) és Oroszországban (Szentpétervár, Moszkva, Kijev, 1913-1914) szláv nyelveket tanult. Közben 1909 és 1914 között a zágrábi Felsővárosi Gimnázium tanára volt. Középiskolai tanárként 1913-ban doktorált a Zágrábi Egyetem Filozófiai Karán „Prilog za slavenski akcenat” (Adalék a szláv akcentushoz) című dolgozatával.  Egyetemi pályafutását 1914-ben kezdte, mint adjunktus a Zágrábi Egyetem Bölcsészkarának Klasszika Filológiai Tanszékén. 1918-tól rendes tanár, 1929-től a Jugoszláv Tudományos és Művészeti Akadémia rendes tagja volt. A Filozófiai Kar dékánja volt. Rektori ideje alatt 1942-ben alakult meg a Gyógyszerésztudományi Kar. Ő volt az egyetem rektora Horvátországi Banovina és a Független Horvát Állam időszakában, amikor az egyetem a Zágrábi Horvát Egyetem nevet viselte. Rektori megbízatása 1943 márciusában vezetői döntéssel járt le, de a szláv-filológia professzoraként tanított egészen az 1950-es évek végéig. Tevékenysége csak 1945 és 1946 között szünetelt, amikor az usztasa rezsimmel folytatott állítólagos együttműködéssel vádolták, és Sztupnok faluba száműzték. Nyugdíjba vonulása után szerényen, visszahúzódva élt. 1962. január 14-én, életének 78. évében hunyt el Zágrábban.

## Munkássága
Munkásságával a horvát nyelvészetben Ivšić professzor vette át a vezető szlávisták helyét. Értékes a hozzájárulása a horvát dialektológiához. Legértékesebb dialektológiai munkája a „Jezik Hrvata kajkavaca” (1936) című értekezés, amelyet általában a horvát nyelvészet egyik legfontosabb művének tartanak. Mélyreható akcentológiai tudását fektette e műbe, mely a kaj nyelvjárás csoportjainak osztályozási kritériumaként szolgált. Feltárta, hogy a különböző kaj akcentusvariációk egy alaphangsúlyból származnak, így nem indokolt a túlzott rokonság feltételezése a kaj horvát és a szlovén nyelv között, ahogyan a kaj nyelvjárás felfogása a szlovén nyelv, valamint a ča és a što nyelvjárások jellegzetességeinek szimbiózisaként sem helytálló.
Számos tudományos dolgozatban alkotott kiemelkedő ékezettani munkákat, amelyek közül az elsőt már hallgatóként publikálta. Maradandó örökséget hagyott a horvát filológiára a „Prilog za slavenski akcenat” (1911) című művével, amely fordulópontnak számít a szláv akcentológia történetében és a nyelvjárások hangsúlytanában. Itt vetette össze a ča, és a što horvát nyelvjárások, valamint az orosz és a litván ékezeteket, és arra a következtetésre jutott, hogy a régi horvát és szerb ékezetrendszer háromtagú. Elsőként állapította meg az akut létét a kaj, a ča és a što dialektusban. Az összehasonlító szlavisztika területén Ivšić fő műve a „Slavenska poredbena gramatika” (Szláv összehasonlító nyelvtan, 1970), amelyet J. Vrana és R. Katičić szerkesztett Ivšić kari előadásai alapján.
Ellenezte az ún. gyökér írásmód (korijenski pravopis) bevezetését. A gyökérírás a hagyományos horvát írásmód népszerű neve volt, melyet a 19. század közepétől a 20. század elejéig használtak. A hivatalos használatban 1892-ben váltotta fel Ivan Broz hangtani koncepciójú írásmódja, és néhány kivételtől eltekintve az I. világháború végére eltűnt az általános használatból. A horvát nyelvészek többségének ellenkezésével a Független Horvát Állam idején, Ante Pavelić parancsára rövid időre újjáélesztették, majd a háború végén teljesen eltűnt a horvát helyesírásból, kivéve az egyének helyesírási gyakorlatában.
Ivšić tudományos érdeklődésének széles körében nem hanyagolta el a horvát nyelv történetét. Nyelvtörténeti munkásságának nagyságát tükrözi, hogy 1942-ben teljes öntudattal kijelentette, hogy addig „több mint ezer horvát nyelvemléket tanulmányozott” eredeti formájában. A glagolita örökség nagy ismerője volt. Bebizonyította, hogy a horvát glagolitika a természetről, az emberről és a kozmoszról szóló középkori tudás enciklopédiája. Lefordította az ócsehországi vallásos irodalom szinte minden jelentősebb írását és Husz János szövegeinek egy részét. Megerősítette a kapcsolatot a horvát egyházi szláv szövegek, valamint annak „kanonikus korszakában” az archaikus cirilli és metódi irodalmi hagyomány között. A középkori horvát glagolita irodalom három forrása (az ószláv, latin-olasz és cseh) alapján osztotta fel a középkori horvát glagolita irodalom anyagát.
Rendszeresen publikált a „Jezik” folyóiratban (1952–56) és különösen a „Hrvatski jezik” folyóiratban (1938–39), amelynek ő volt a szerkesztője. Számos etimológiai cikket is publikált a „Nastavni vjesnik” folyóiratban. Közreműködött több folyóirat és kiadvány (Vrhbosna, Nastavni vjesnik, Savremenik, Hrvatski pokret, Agramer Tagblatt, Hrvatska njiva, Omladina, Starine, Južnoslovenski filolog, Vijenac, Daničićev zbornik, Ljetopis JAZU, Narodna starina, Hrvatska revija, Vjesnik Kr. državnog arhiva u Zagrebu, Rešetarov zbornik, Građa za povijest književnosti hrvatske, Naš jezik, Belićev zbornik, Alma mater Croatica, Zbornik radova Filozofskog fakulteta u Zagrebu, Jezik, stb.) valamint a Hrvatska enciklopedija és az Enciklopedija Jugoslavija szerkesztésében.

## Főbb művei
- Šaptinovačko narječje. Rad JAZU, 1907.
- Prilog za slavenski akcenat. Ibid., 1911,
- Akcenat u Gramatici Matije Antuna Reļkovića. Ibid., 1912,
- Akcenat u Gramatici Igńata Alojzija Brlića. Ibid., 1913,
- Današńi posavski govor. Ibid., 1913,
- Nacrt za istraživańe hrvatskih i srpskih narječja. Zagreb 1914.
- Jezik Hrvata kajkavaca. Ljetopis JAZU, 1936, Zaprešić 1996,
- Srpsko-hrvatski jezik na pločama (társszerző: M. Kravar). Zagreb 1955.
- Potpuniji popis radova szerk.: M. Somborac, Bibliografija radova prof. Stjepana Ivšića. Zbornik u čast Stjepana Ivšića. Zagreb 1963.
- Enklitike, osobito njihov namještaj u staroslovenskome jeziku s obzirom na ostale slavenske jezike. Rad JAZU, 1967,
- Slavenska poredbena gramatika. Zagreb 1970.
- Izabrana djela iz slavenske akcentuacije. München 1971.

## Emlékezete
A zágrábi Utrina városrészen a horvát nyelvészekről elnevezett utcák sorában található a Stjepan Ivšić Prilaz.